# Elmar Altvater

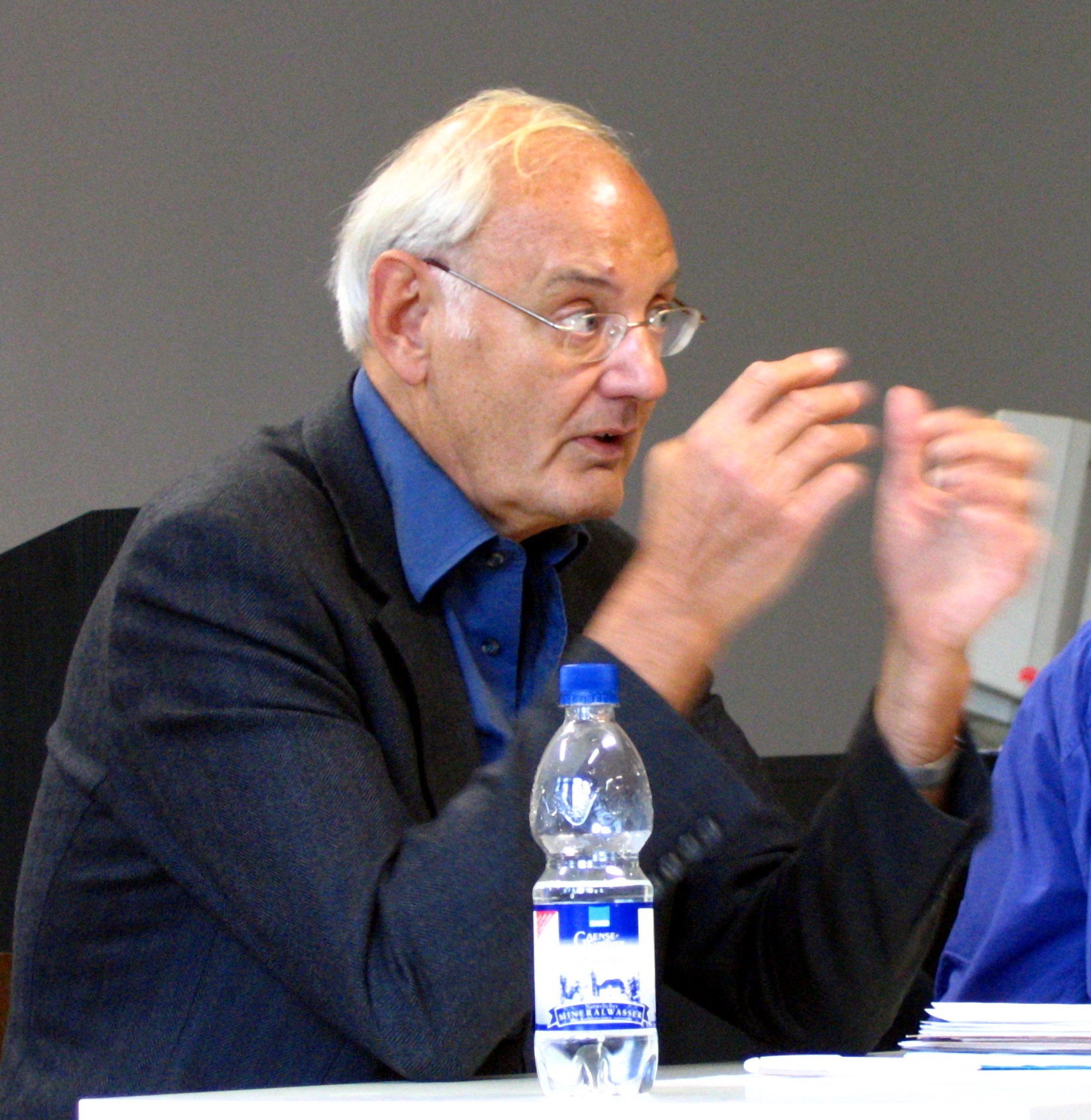
Elmar Altvater (2005)

Elmar Altvater (* 24. August 1938 in Kamen; † 1. Mai 2018 in Berlin) war ein deutscher Politikwissenschaftler, Autor und Professor für Politikwissenschaft am Otto-Suhr-Institut der FU Berlin. Nach der Emeritierung am 30. September 2004 war Altvater in Forschung und Lehre am Institut weiterhin aktiv. Außerdem war er Mitglied im wissenschaftlichen Beirat von Attac.

## Leben
Altvater war der Sohn eines Bergmanns. Nach dem Abitur 1959 am neusprachlichen Gymnasium in Kamen studierte er bis 1963 an der Ludwig-Maximilians-Universität München Ökonomie und Soziologie und wurde 1968 mit seiner Arbeit über Gesellschaftliche Produktion und ökonomische Rationalität: Externe Effekte und zentrale Planung im Wirtschaftssystem des Sozialismus promoviert. Von 1968 bis 1970 war er Wissenschaftlicher Assistent an der Universität Erlangen-Nürnberg. Danach wechselte er an das Otto-Suhr-Institut (OSI) für Politikwissenschaft der Freien Universität Berlin. Hier erhielt er 1971 eine Professur für Politische Ökonomie.
Altvater engagierte sich am OSI in der „Sozialistischen Assistentenzelle“, einer Denkzentrale der 68er-Bewegung in Berlin. Er war Mitbegründer des Bundes demokratischer Wissenschaftlerinnen und Wissenschaftler (BdWi). Im Jahre 1970 gründete er mit anderen die PROKLA Probleme des Klassenkampfs – Zeitschrift für politische Ökonomie und sozialistische Politik, später Zeitschrift für kritische Sozialwissenschaft, bei der er bis 2006 Redaktionsmitglied war. Er trug wesentlich zur Entwicklung einer marxistisch geprägten polit-ökonomischen Theorie bei. Er war als SDS-Mitglied in der 68er-Bewegung aktiv und einer der theoretischen Köpfe des Sozialistischen Büros in Offenbach.
Neben Fragen der Entwicklungstheorie, der Verschuldung sowie der Regulierung von Märkten beschäftigte er sich auch ausgiebig mit den Auswirkungen kapitalistischer Ökonomien auf die Umwelt. Altvater war ein renommierter Kritiker der „politischen Ökonomie“ und Autor zahlreicher globalisierungs- und kapitalismuskritischer Schriften. Ein globalisierungskritisches Standardwerk ist sein Buch Grenzen der Globalisierung (1996), das er mit seiner Lebensgefährtin Birgit Mahnkopf schrieb.

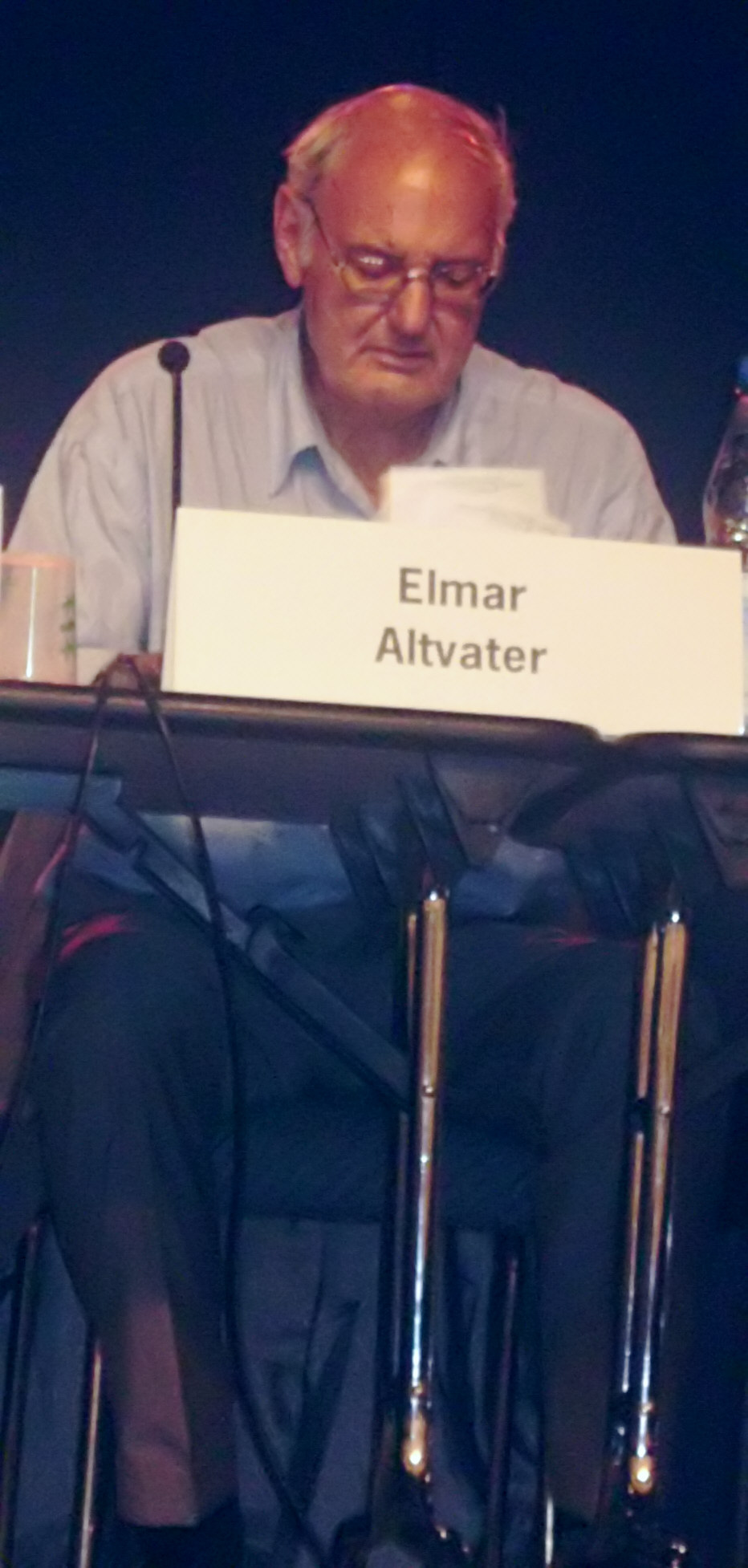
Elmar Altvater auf dem Deutschen Evangelischen Kirchentag 2007 in Köln

Parallel zu seiner akademischen Tätigkeit war Altvater auch immer wieder gesellschaftspolitisch aktiv. Er war Gründungsmitglied der Grünen, ging jedoch nach dem Kosovokrieg zunehmend auf Distanz.
Zu Beginn des Genossenschaftsprojekts der Taz, die Tageszeitung Verlagsgenossenschaft war Altvater Mitglied des Aufsichtsrats.
Altvater war Mitglied der Enquête-Kommission Globalisierung der Weltwirtschaft – Herausforderungen und Antworten (1999–2002) des Deutschen Bundestages. Später warb er für attac (Mitglied im Wissenschaftlichen Beirat) und das Weltsozialforum. Wenige Tage vor dem G8-Gipfel in Heiligendamm 2007 trat Altvater der Linken bei. Er war Gründungsmitglied des Instituts Solidarische Moderne.
Altvater veröffentlichte regelmäßig in der Wochenzeitung der Freitag und dem Magazin marx21.
Elmar Altvater starb am 1. Mai 2018 im Alter von 79 Jahren.

## Das Ende des Kapitalismus, wie wir ihn kennen (Kapitalozän)
Den Anlass für sein im Jahr 2005 erschienenes Buch Das Ende des Kapitalismus, wie wir ihn kennen bildete eine von dem mexikanischen Soziologen Pablo González Casanova im Jahr 2004 in Gang gesetzte Diskussion über das „Ende des Kapitalismus“ und die 2005 aufkommende sogenannte „Heuschreckendebatte“ in Deutschland. Altvater wollte in diesem Werk nicht nur eine „radikale Kapitalismuskritik“ üben, sondern – entgegen Francis Fukuyamas These vom „Ende der Geschichte“ – „über den Kapitalismus hinaus“ denken und Alternativen zu ihm entwickeln.
Der Autor übernahm von Fernand Braudel die Grundannahme, dass der Kapitalismus „nicht durch einen ‚endogenen‘ Verfall zugrunde gehen könne, sondern nur durch einen ‚äußeren Stoß von extremer Heftigkeit im Verein mit einer glaubwürdigen Alternative‘“. Altvater konstatierte die aktuellen Krisenerscheinungen des weltweiten Kapitalismus: Anwachsen des „Heers der Armen“, trotz eines „immens steigenden Reichtums der Reichen in der Welt“; zunehmende Knappheit der fossilen Energieträger; Zerstörung der Natur und „Abbau sozialer Standards“. Die Frage nach Alternativen sei daher an der Tagesordnung. Eine wirkliche Veränderung sei aber nicht möglich ohne Veränderung der aktuellen Machtstrukturen. Diese beruhten im Kapitalismus auf der im Privateigentum verankerten Entfremdung der Arbeit, was die schädlichen „Formen der Aneignung und Enteignung, im ökonomischen wie im sozialen kulturellen, ökologischen Sinn“ legitimiere. Altvater forderte dagegen eine „solare und solidarische Gesellschaft“, wozu es an vielen Orten bereits Ansätze gebe. Dies würde „das Ende des Kapitalismus, wie wir ihn kennen“, bedeuten. Bei seiner Fortsetzung drohe hingegen ein „Imperium der Barbarei“, dessen Anfänge bereits jetzt erkennbar seien.
Altvater wird die erste Verwendung des Begriffs Kapitalozän zugeschrieben (Kofferwort aus „Kapital“ und altgriechisch καινός kainós, deutsch ‚neu‘), der analog bzw. als Alternative zum Begriff Anthropozän gebraucht wird.

## Ehrungen
- 2013: Salzburger Landespreis für Zukunftsforschung[16]

## Schriften (Auswahl)
- Die Weltwährungskrise. 1969. (Übersetzungen: japanisch, schwedisch)
- Gesellschaftliche Produktion und ökonomische Rationalität. Externe Effekte und zentrale Planung im Wirtschaftssystem des Sozialismus. 1969.
- mit Freerk Huisken (Hrsg.): Materialien zur Politischen Ökonomie des Ausbildungssektors. Erlangen 1971, ISBN 3-920531-08-6.
- mit Jürgen Hoffmann und Willi Semmler: Vom Wirtschaftswunder zur Wirtschaftskrise. Berlin (West) 1979.
- mit Kurt Hübner und Michael Stanger: Alternative Wirtschaftspolitik jenseits des Keynesianismus – Wirtschaftspolitische Optionen der Gewerkschaften in Westeuropa. 1983, ISBN 3-531-11620-7.
- Sachzwang Weltmarkt. Verschuldungskrise, blockierte Industrialisierung, ökologische Gefährdung – der Fall Brasilien. 1987.
- Die Zukunft des Marktes. Ein Essay über die Regulation von Geld und Natur nach dem Scheitern des „real existierenden Sozialismus“. Münster 1991, ISBN 3-924550-68-9.
- Der Preis des Wohlstands oder Umweltplünderung und neue Welt(un)ordnung. Verlag Westfälisches Dampfboot, Münster 1992, ISBN 3-924550-72-7.
- Tschernobyl und Sonnenbrand oder: Vom Sinn physikalischer Kategorien in den Sozialwissenschaften. Replik auf die Kritik von Wolfgang Hein. In: Peripherie. Nr. 54, 1994, S. 101–112.
- mit Birgit Mahnkopf: Grenzen der Globalisierung. Ökonomie, Ökologie und Politik in der Weltgesellschaft. Münster 1996, ISBN 3-929586-75-4. (4., völlig überarb. und erweiterte Auflage 1999, 7. Auflage. 2007)
- Was heißt und zu welchem Ende betreiben wir Kapitalismuskritik? Abschiedsvorlesung an der Freien Universität Berlin. In: Blätter für deutsche und internationale Politik. April 2006.
- mit Frigga Haug, Oskar Negt u. a.: Turbokapitalismus. Gesellschaft im Übergang ins 21. Jahrhundert. VSA-Verlag, Hamburg 1997.
- mit Rolf Hecker, Michael Heinrich, Petra Schaper Rinkel: Kapital.doc – Das Kapital (Bd. I) von Marx in Schaubildern mit Kommentaren. Verlag Westfälisches Dampfboot, Münster 1999.
- mit Birgit Mahnkopf: Globalisierung der Unsicherheit – Arbeit im Schatten, schmutziges Geld und informelle Politik. Münster 2002, ISBN 3-89691-513-4.
- mit Birgit Mahnkopf: Konkurrenz für das Empire – Die Zukunft der Europäischen Union in der globalisierten Welt. Münster 2007, ISBN 978-3-89691-652-5.
- Privatisierung und Korruption: Kriminologie von Globalisierung, Neoliberalismus und Finanzkrise. Hamburg 2009, ISBN 978-3-939594-02-4.
- Der große Krach: oder die Jahrhundertkrise von Wirtschaft und Finanzen, von Politik und Natur. Verlag Westfälisches Dampfboot, Münster 2010, ISBN 978-3-89691-785-0.
- mit Samir Armin, Colin Crouch u.v.m: Exit: Mit Links aus der Krise. Blätter Verlag, 2011, ISBN 978-3-9804925-6-0.
- Marx neu entdecken. Das hellblaue Bändchen zur Einführung in die Kritik der Politischen Ökonomie. VSA Verlag, Hamburg 2012, ISBN 978-3-89965-499-8.
- mit Ulrich Beck, Peter Bofinger u.v.m: Demokratie oder Kapitalismus? Blätter Verlag, 2013, ISBN 978-3-9804925-7-7.
- Engels neu entdecken. Das hellblaue Bändchen zur Einführung in die „Dialektik der Natur“ und die Kritik von Akkumulation und Wachstum. VSA Verlag, Hamburg 2015, ISBN 978-3-89965-643-5.
- Das Ende des Kapitalismus, wie wir ihn kennen. Eine radikale Kapitalismuskritik. 8. Auflage. Verlag Westfälisches Dampfboot, 2018, ISBN 978-3-89691-627-3 (zuerst 2005).